# Simon Ier d'Alexandrie

Simon Ier d'Alexandrie est un  patriarche copte d'Alexandrie de 692
au 18 juillet 700

## Contexte
Pendant son patriarcat il doit faire face vers 695 un prétendant « Julianiste » nommé Théodore. Après sa mort, le trône patriarcale demeure vacant durant trois années .    